# Américo Belloto Varoni
Américo Belloto Varoni, Don Américo (Buenos Aires, 30 aprile 1913 – Buenos Aires, 30 aprile 1965), è stato un violinista e direttore d'orchestra argentino.
Belloto ha insegnato al conservatorio della sua città natale ed è stato direttore di Radio Nacional. Dal 1931 ha suonato alternativamente in un gruppo di musica da camera ed in un'orchestra di tango.
Divenne poi il primo violino dell'Orchestra della Radio Belgrano e nel 1943 fondò l'orchestra da studio Don Américo y sus Caribes, con la quale registrò, tra gli altri, con Marion Inclán, Eduardo Farrell, Alberto Gómez, Alfonso Ortiz Tirado, Eduardo Lanz, María de la Fuente, Arturo Gatica, Aldo Nigro, Mario Visconti, Álvaro Solani, Elvira Ríos, Fernando Borel, Leo Marini, Fernando Albuerne, Mario Clavell, Fernando Torres, Gregorio Barrios, Hugo Romani e Genaro Salinas, interpretando musiche, tra gli altri, di Don Fabián, Eugenio Nobile, Héctor Lagna Fietta e Atilio Carbone. Ha poi vissuto per diversi anni in Colombia, prima di tornare in Argentina nei primi anni del 1960.
Belloto morì in un incidente stradale durante il suo 52º compleanno. Era sposato con la presentatrice televisiva colombiana Teresa Gutierrez e padre dell'attore Miguel Varoni.